# Departament de Sanitat (Sabadell)
Departament de Sanitat és una obra eclèctica de Sabadell (Vallès Occidental) inclosa a l'Inventari del Patrimoni Arquitectònic de Catalunya.

## Descripció
Edifici format per planta baixa i dos pisos. El tractament de la façana segueix la tipologia emprada pels mestres d'obra. Destaca l'ornamentació, d'arrel classicista, potenciada òpticament a partir de la restauració de la façana, destacant del mur portes i finestres.
La càrrega decorativa es concentra en els dos pisos (possiblement amb el temps la planta baixa patí alguna remodelació) i se cenyeix al brancal i la llinda de les finestres, les quals presenten una decoració amb estuc formant motius vegetals en relleu. L'acabament de la façana presenta una balustrada sustentada per un ràfec amb motllures.

## Història
L'edifici fou l'antiga seu de la Clínica l'Aliança, posteriorment allotjà la Policia Municipal. Actualment l'edifici és utilitzat pel Departament de Sanitat de l'Ajuntament de Sabadell.